# Jánošíková
Koordinaten: 48° 4′ N, 17° 17′ O
Jánošíková (slowakisch und deutsch bis 1948 Schildern, ungarisch Dénesd) ist ein Ort in der Slowakei. Die früher selbständige Gemeinde wurde 1974 zusammen mit den Nachbarorten zur Gemeinde Dunajská Lužná zusammengeschlossen und liegt auf der Großen Schüttinsel im Donautiefland, etwa 14 km südöstlich von Bratislava entfernt.

## Geschichte
Das Dorf wurde 1206 erstmals schriftlich erwähnt, es gehörte zur Abtei Pannonhalma. In der Urkunde von Béla IV. aus Jahre 1240 wurde als Dionisios, später in diesem Jahrhundert noch als Dyenis und Dienesz erwähnt. Seine ehemalige Kapelle wurde 1302 erbaut. Im Mittelalter befand sich in der Nähe das urkundlich 1356 erwähnte ehemalige Dorf Veczke.
Im Jahre 1910 hatte das damalige Schildern 504 überwiegend deutsche Einwohner, die Gemeinde gehörte bis 1918 im Komitat Pressburg zum Königreich Ungarn. Nach dem Ende des Ersten Weltkrieges kam sie infolge des Vertrags von Trianon zur Tschechoslowakei, von 1938 bis 1945 war sie aufgrund des Ersten Wiener Schiedsspruches wiederum ein Teil von Ungarn. Nach dem Ende des Zweiten Weltkrieges wurde sie dann wieder der Tschechoslowakei angeschlossen und ist seit 1993 ein Teil der Slowakei. 1974 erfolgte der Zusammenschluss mit Nachbargemeinden zur Gemeinde Dunajská Lužná.
Bis zur Vertreibung 1945 war die Bevölkerung im Ort hauptsächlich deutschsprachig, danach kamen Slowaken aus der Gegend von Terchová als Siedler in den Ort. Da Terchová der Geburtsort des Räuberhauptmanns und slowakischen Nationalhelden Juraj Jánošík ist, wurde der Ort 1948 nationalpolitisch motiviert nach ihm umbenannt.

## Sehenswürdigkeiten
- Römisch-katholische Kirche, 1790 erbaut. An der Stelle der heutigen Kirche bestand zunächst eine kleine Kirche, die Ende des 13. Jahrhunderts erbaut wurde und dem heiligen Bartholomäus geweiht, ab 1647 Pfarrkirche war. Diese Kirche wurde durch den heutigen Bau im Stil des barocken Klassizismus ersetzt und 1797 der Erhöhung des Heiligen Kreuzes geweiht wurde.[1]